# Little Woods
Little Woods es una película estadounidenseaustraliana de crimen suspenso y wéstern, escrita y dirigida por Nia DaCosta en su debut como director. Es protagonizada por Tessa Thompson, Lily James, Luke Kirby, James Badge Dale y Lance Reddick. 
La película tuvo su estreno mundial en el Festival de Cine de Tribeca el 21 de abril de 2018. Fue estrenada el 19 de abril de 2019 por Neon.

## Reparto
- Tessa Thompson como Ollie.
- Lily James como Deb.
- Luke Kirby como Bill.
- James Badge Dale como Ian.
- Lance Reddick como Carter.
- Charlie Ray Reid como Johnny.

## Producción
En enero de 2017, se anunció que Tessa Thompson, Lily James, Luke Kirby, James Badge Dale y Lance Reddick se habían unido al elenco de la película, con Nia DaCosta dirigiendo desde un guion que escribió. Rachael Fung, Gabrielle Nadig y Tim Headington la produjeron.

## Estreno
La película tuvo su estreno mundial en el Festival de Cine de Tribeca el 21 de abril de 2018. Poco después, NEON adquirió los derechos de distribución de la película. Se proyectó en el Festival de Cine de Los Ángeles el 24 de septiembre de 2018. Fue estrenada el 19 de abril de 2019.